# Marie Tharp
Marie Tharp (Ypsilanti, Míchigan, 30 de juliol de 1920 – Nyack, Nova York, 23 d'agost de 2006) fou una geòloga, oceanògrafa i cartògrafa americana que, conjuntament amb Bruce Heezen, va crear el primer mapa científic del sòl oceànic sencer. La feina de Tharp va revelar la presència de la dorsal mesoatlàntica, fet que va causar un canvi de paradigma en les ciències de la Terra que va portar a l'acceptació de les teories de la tectònica de plaques i de la deriva dels continents.

## Primers anys
La seva mare, Bertha, era una instructora en alemany i llatí; el seu pare, William, feia mapes de classificació del sòl per al Departament d'Agricultura dels Estats Units.
Tharp es va graduar a la Universitat d'Ohio el 1943 amb graus d'anglès i música, i quatre mínors. Més endavant, va fer un màster en geologia a la Universitat de Michigan abans de fer un grau en matemàtiques a la Universitat de Tulsa, mentre treballava com a geòloga per a la companyia Stanolind Oil.

## Carrera
Tharp es va mudar a Nova York el 1948, i va ser contractada per Maurice Ewing al Lamont Geological Laboratory (actualment, el Lamont-Doherty Earth Observatory) a la Universitat de Colúmbia, inicialment com a delineant general. Allà, Tharp va conèixer Heezen i van col·laborar fent servir dades fotogràfiques per localitzar avions abatuts de la Segona Guerra Mundial. Més endavant, van començar a treballar junts per traçar la topografia del sòl oceànic. Durant els primers 18 anys de la seva col·laboració, Heezan va recollir dades a bord del vaixell de l'Observatory, el Vema, i Tharp feia mapes a partir de les dades obtingudes, ja que en aquella època les dones encara no podien treballar a bord del vaixell. Restringida de poder fer recerca al mar a principis de la seva carrera a causa del seu gènere, el 1965 va poder unir-se a una expedició de recollida de dades. Tharp independentment va fer servir les dades recollides del vaixell Atlantis, de la Institució Oceanogràfica Woods Hole, i les dades sísmiques de terratrèmols submarins. La seva obra amb Heezen va representar el primer intent sistemàtic de fer un mapa de tot el sòl oceànic.

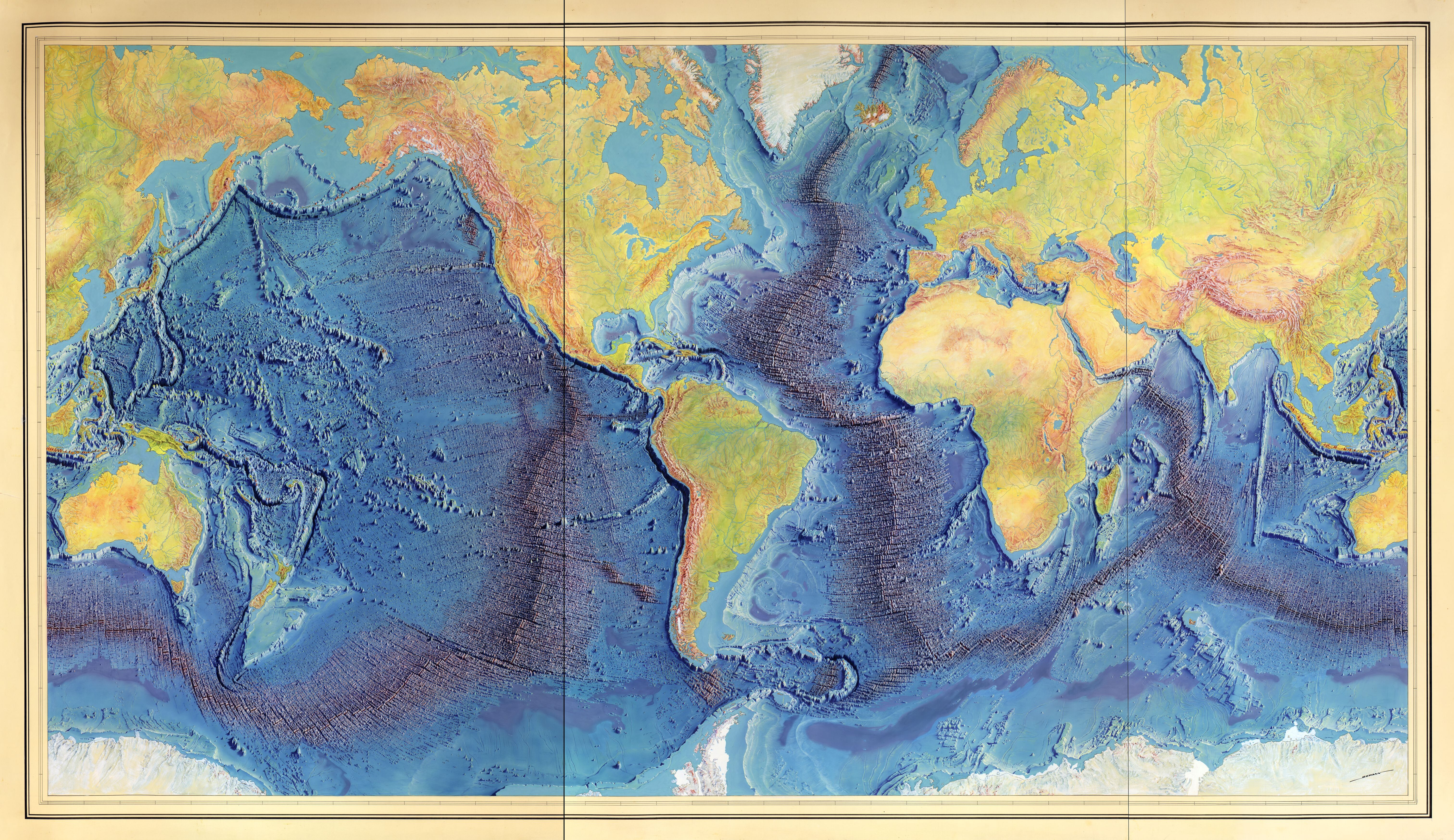
Mapa del fons oceànic del món Heezen-Tharp

Tharp i Heezen van publicar el seu primer mapa fisiogràfic de l'Atlàntic Nord el 1957. Col·laborant amb el pintor de paisatges austríac Heinrich Berann, van publicar el seu mapa del sòl oceànic sencer el 1977 (que va coincidir amb la mort de Heezen). Tot i que inicialment Heezen donava suport a la teoria de l'expansió terrestre, sota la direcció de Tharp es va canviar a les teories alternatives de la tectònica de plaques i la deriva dels continents.
Tharp va continuar treballant a la facultat de la Universitat de Colúmbia fins al 1983, i a partir de llavors va començar un negoci de distribució de mapes a South Nyack (Nova York) durant la seva jubilació. Tharp va donar la seva col·lecció de mapes i notes a la Divisió de Mapes i Geografia de la Biblioteca del Congrés el 1995. El 2001, Tharp va rebre el primer Lamont-Doherty Heritage Award per la seva feina com a pionera en oceanografia.
Tharp va morir a causa d'un càncer a Nyack (Nova York) el 23 d'agost de 2006.

## Reconeixements pòstums
El 2009, Ocean a Google Earth va incloure la capa Mapa Històric de Marie Tharp, per permetre que es veiés el mapa de Tharp fent servir la interfície de Google Earth.
El 2013, l'autor Hali Felt va publicar una biografia de Marie Tharp titulada Soundings: The Story of the Remarkable Woman Who Mapped the Ocean Floor. Va ser citada pel New York Times per la seva categoria com a "testament eloqüent tant de la importància de Tharp com dels poders imaginatius de Felt."
La Marie Tharp Fellowship és una beca acadèmica atorgada a dones per treballar amb investigadors de l'Institut de la Terra de la Universitat de Colúmbia.
Un cràter de la Lluna porta el seu nom, Tharp, com a homenatge de la Unió Astronòmica Internacional a l'oceanogràfa i cartògrafa estatunidenca, acordat en la resolució del 30 de març del 2015.

## Articles
- Heezen, B C; Bunce, Elizabeth T; Hersey, J B; Tharpe, Marie «Chain and Romanche fracture zones». Deep-Sea Research and Oceanographic Abstracts, 11, 1, 1965, pàg. 11-33.
- Heezen, B C; Tharpe, Marie «Tectonic fabric of the atlantic and indian oceans and continental drift». Philosophical Transactions of the Royal Society of London, Series A: Mathematical and Physical Sciences, 258, 1088, 1965, pàg. 90-106.
- Tharpe, Marie; Friedman, Gerald M «Mapping the world ocean floor». Northeastern Geology and Environmental Sciences, 24, 2, 2002, pàg. 142-149.

## Enllaços extenrns
- Soundings: The Story of the Remarkable Woman Who Mapped the Ocean Floor de Hali Felt
- Marie Tharp a la Universitat de Colúmbia